# Transição democrática

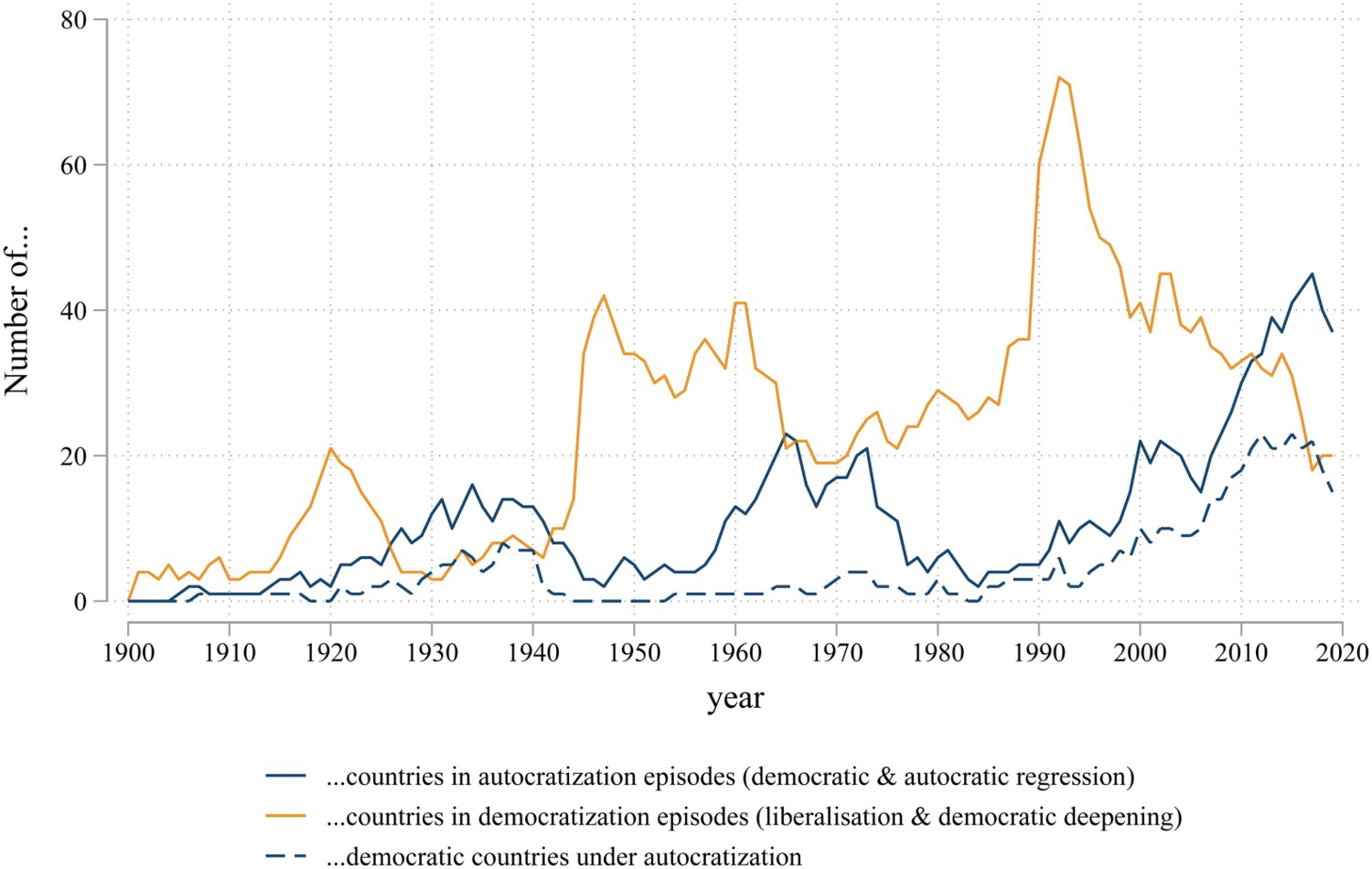
Desde 2010, o número de países em autocratização (azul) é maior do que aqueles em democratização (amarelo).

Uma transição democrática representa uma fase no sistema político de um país, que é resultado de uma mudança de um regime autoritário para um democrático. O processo é conhecido como democratização, com mudanças políticas se movendo em uma direção democrática. Ondas de democratização têm sido vinculadas à mudanças bruscas na distribuição de poder entre as grandes potências, o que criou aberturas e incentivos para introduzir reformas domésticas profundas.. Apesar dos regimes transacionais experienciarem mais conflitos civis, eles podem ser considerados estáveis em uma fase de transição por décadas a fio. Desde o final da Guerra Fria, os regimes transacionais têm se tornado a forma mais comum de governo. Análises acadêmicas sobre a natureza decorativa de instituições democráticas concluem que o oposto, o retrocesso democrático (autocratização), que é uma transição para o autoritarismo, é a base mais predominante dos regimes híbridos modernos.

## Tipologia

### Autocratização

Países em autocratização (vermelho) ou democratização (azul) de forma substancial e significativa (2010-2020), de acordo com o V-Dem Institute. Países em cinza estão substancialmente inalterados.

O retrocesso democrático é um processo de mudança de regime em direção à autocracia, que faz o exercício de poder político da população ficar mais arbitrário e repressivo. Esse processo tipicamente restringe o espaço para contestação pública e participação política no processo de escolha do governo. O declínio democrático envolve o enfraquecimento de instituições democráticas, assim como a transição de poder pacífica ou eleições livres e justas, ou a violação dos direitos individuais que fundamentam as democracias, especialmente a liberdade de expressão. O retrocesso democrático é o oposto da democratização.
Entre as causas de retrocesso democrático propostas estão a desigualdade econômica, reações culturalmente conservadoras à mudanças sociais, políticas populistas ou personalistas e influências externas de políticas de grandes potências. Em meio à crises, o retrocesso pode ocorrer quando os líderes impõem regras autocráticas durante estados de emergência que, ou são desproporcionais à severidade da crise ou continuam em vigor depois que a situação melhorou.
Enquanto mudanças de regime através de golpes militares têm diminuído desde o final da Guerra Fria, formas mais sutis de retrocesso têm aumentado. Durante a terceira onda de democratização no final do século 20, diversas democracias novas e institucionalmente fracas foram estabelecidas, e esses regimes têm sido mais vulneráveis ao retrocesso democrático. A terceira onda de autocratização tem sido contínua desde 2010, quando o número de democracias liberais estava em uma altura sem precedentes. A partir de 2021, um quarto da população mundial vive sob regimes híbridos de retrocesso democrático.

### Democratização

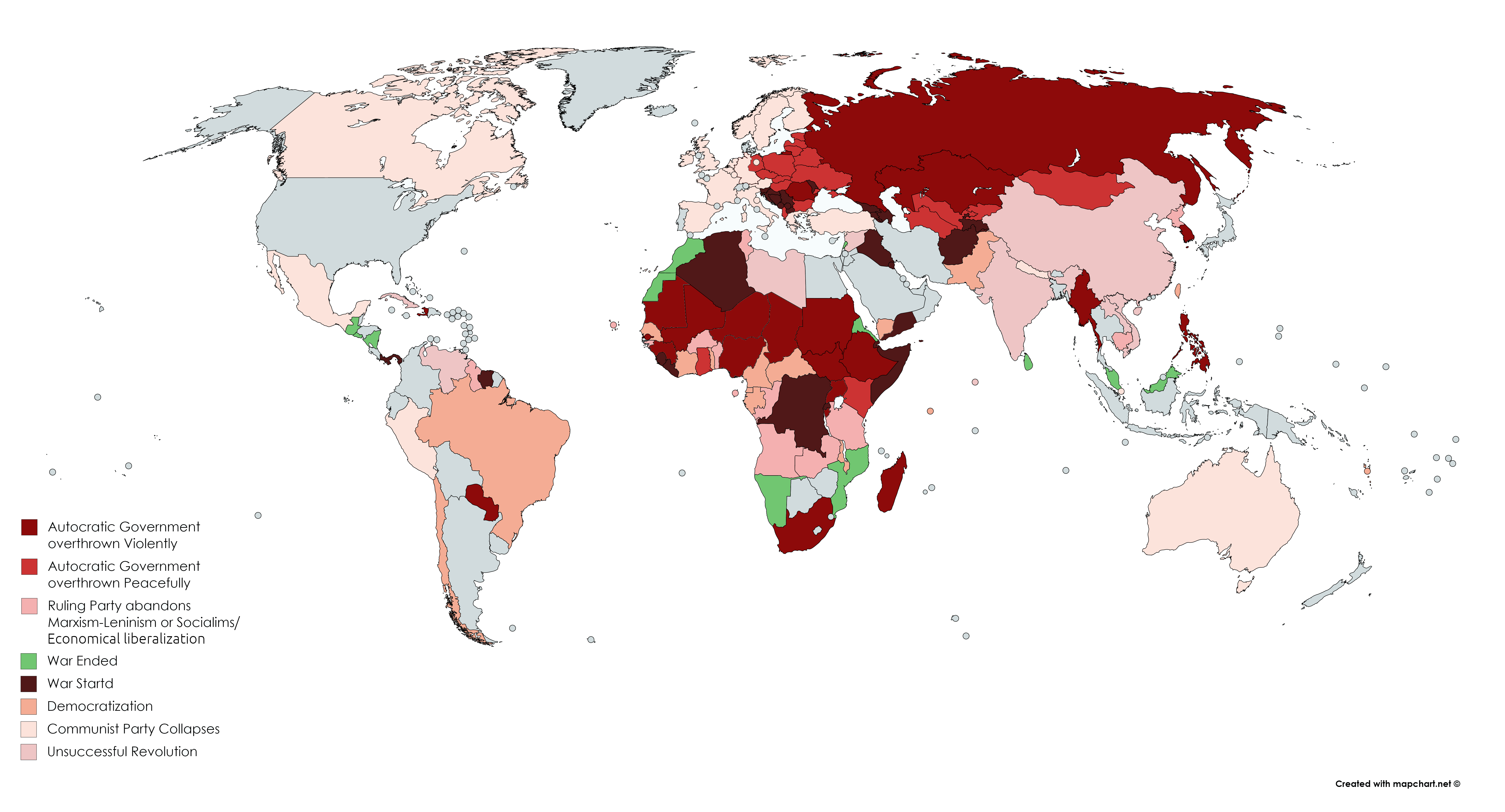
Mapa demonstrando a democratização dos países após a Guerra Fria

A democratização é a transição estrutural de um governo autoritário para um regime político mais democrático, incluindo mudanças políticas substanciais que avançam em uma direção democrática.
A possibilidade de ocorrer a democratização e a dimensão na qual ela é capaz de chegar podem ser influenciadas por diversos fatores, incluindo desenvolvimento econômico, legados históricos, sociedade civil e processos internacionais. Alguns relatos sobre a democratização enfatizam como as elites conduziram a democratização, enquanto outras explicações dão ênfase à processos de base ascendentes.  A forma como a democratização ocorre também tem sido usada para explicar outros fenômenos políticos, como se um país entra em uma guerra ou se sua economia cresce.
O processo contrário é conhecido como retrocesso democrático ou autocratização.

## Fatores

### Descolonização
Exceto por algumas poucas monarquias absolutas, a maior parte dos Estados pós-coloniais são repúblicas ou monarquias constitucionais. Esses novos Estados tiveram que elaborar constituições, sistemas eleitorais e outras instituições de democracia representativa.

### Globalização Democrática
A globalização democrática é um movimento social em direção a um sistema institucional de democracia global.  Um de seus defensores é o pensador político britânico David Held. Na última década, Held publicou uma dúzia de livros referentes à difusão da democracia de Estados-nação definidos territorialmente para um sistema de governança global que abrange todo o mundo. Para alguns, a mundialização democrática (do termo francês mondialisation) é uma variante da globalização democrática que dá destaque à necessidade de eleição direta de líderes globais e membros de instituições globais por cidadãos de todo o mundo; para outros, é apenas mais um nome para a globalização democrática.

### Promoção Democrática
A promoção democrática, também referida como construção democrática, pode ser uma política doméstica para aumentar a qualidade da democracia já existente ou uma linha de política externa adotada por governos e organizações internacionais que buscam apoiar a propagação da democracia como um sistema de governo. Na prática, isso leva à consolidação e construção de instituições democráticas

## Resultados

### Consolidação Democrática
A consolidação democrática é o processo no qual uma nova democracia amadurece, de maneira que se torna improvável retornar ao autoritarismo sem um choque externo, e é considerado como o único sistema de governo disponível dentro de um país. Um país pode ser descrito como consolidado quando o sistema democrático vigente se torna a única alternativa possível, o que significa que ninguém no país está tentando agir fora das instituições estabelecidas. Esse é o caso quando nenhum grupo político significativo tenta seriamente derrubar o regime democrático, o sistema democrático é considerado a forma mais apropriada de governo pela vasta maioria do público, e todos os atores políticos estão habituados ao fato de que conflitos são resolvidos através de normas constitucionais e politicamente estabelecidas.

### Transições Estagnadas

#### Regime Híbrido
Um regime híbrido  é um tipo de sistema político frequentemente criado como resultado de uma transição democrática incompleta de um regime autoritário para um democrático (ou vice versa).  Regimes híbridos são categorizados como tendo uma combinação de características autocráticas e democráticas e pode combinar simultaneamente repressões políticas e eleições regulares.  Regimes híbridos são comumente encontrados em países em desenvolvimento com recursos naturais abundantes, tais como Estados petrolíferos. Apesar desses regimes experienciarem conflitos civis, eles podem ser relativamente estáveis e firmes por décadas a fio.  Desde o final da Guerra Fria tem ocorrido um aumento dos regimes híbridos.

## Mensuração

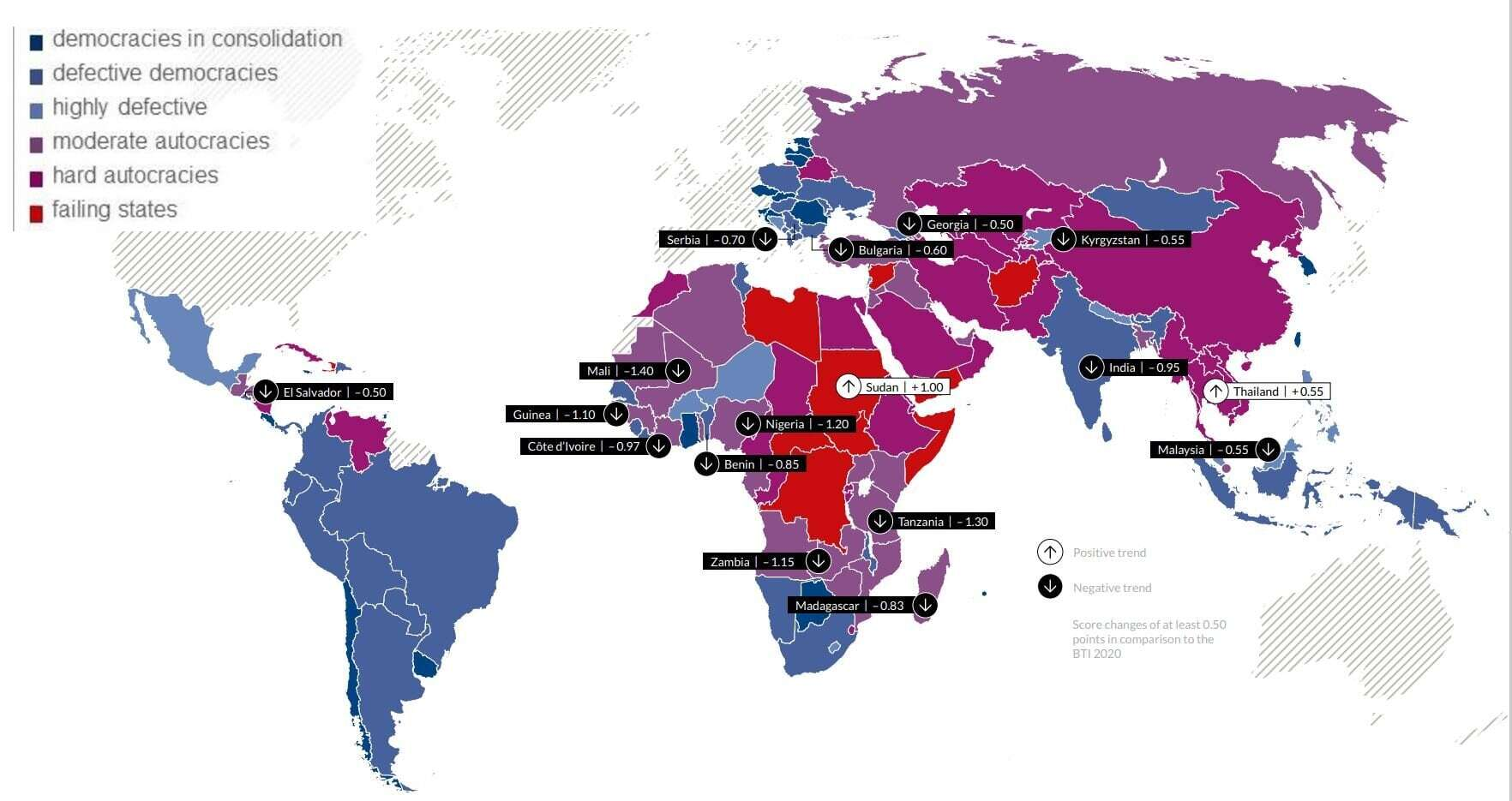
Relatório de Tendências Globais Índice de Transformação Bertelsmann 2022

Os índices de democracias diferem pelo fato de serem categóricos - como na classificação de países como democracias, regimes híbridos e autocracias - ou de valores contínuos. A natureza qualitativa dos índices democráticos permite abordagens de análise de dados para estudar mecanismos causais dos processos de transformação de regime.
Os índices de democracia distinguem-se em escopo e na ponderação de diferentes aspectos da democracia, incluindo a amplitude das instituições democráticas centrais, competitividade e inclusão da poliarquia, liberdade de expressão, vários aspectos de governança, transgressões das normas democráticas, cooptação da oposição, manipulação do sistema eleitoral, fraude eleitoral, e apoio popular à alternativas antidemocráticas.